# Закони Лицинија и Секстија
Закони Лицинија и Секстија (лат. Lex Licinia Sextia) представљају законе усвојене 367. п. н. е. По првоме од њих један од два конзула морао је бити плебејац. Други закон је одређиво да свако може узурпирати највише 500 југера земље. Трећи закон ограничавао је камате на дугове. Гај Лициније Столон и Луције Секстије Латеран предложили су законе 376. пре н. е, али због отпора патриција требало је десет година сукоба да би се закони коначно усвојили. И након усвајања закон о избору плебејског конзула често је био кршен.

## Предлози закона Лицинија и Секстија
Гај Лициније Столон и Луције Секстије Латеран предложили су 376. п. н. е. три закона са циљем да умање моћ патриција :
да нико не би смео поседовати више од 500 југера земље (1 југер=0,2519 хектара )
да се у случају прекомерне камате умањи главница за већ плаћени износ и да се преостали дуг плаћа три године
да се један од конзула бира међу плебејцима и да се не бирају више војни трибуни са конзулском влашћу

## Блокада закона и избора
Патрицији су одлучили да се супротставе тим законима, па су ставили вето, па закон није могао ни да дође на гласање. Лициније и Секстије су инсистирали на тим законима, па су више пута сазивали плебејске скупштине, али сваки пут су били онемогућени са ветом. Одлучили су да истим средством одговоре патрицијима, па су ветом блокирали избор војних трибуна. Од тада су блокирали све изборе, сем избора народних трибуна и едила. Пет година (375-371. п. н. е.) блокирали су избор курулних магистрата.

## Дугогодишње политичке борбе
У то време није било спољашњиих опасности, све док колонисти Велитре нису почели да упадају на римску територију и да опседају Тускулум. Народни трибуни су тада попустили и дозволили су избор војних трибуна. Цело то време Лициније и Секстије би били изнова бирани за народне трибуне. Када се војска вратила из похода код Велитре изабрани су нови војни трибуни и нови народни трибуни. Лициније и Секстије су поново били народни трибуни и дали су предлог на гласање, а када није било уложенога вета патрицији су прибегли новом средству опструкције. Изабрали су диктатора Марка Фурија Камила. Марко Фурије Камил је након кратке диктатуре абдицирао. Пре избора новога диктатора народни трибуни су одржали народну скуштину. Плебс је гласао за предлоге о каматама и о земљи, али је зато одбио предлог о плебејским конзулима. Народни трибуни су онда захтевали да се о сва три предлога заједно гласа.

## Коначно прихватање закона
За време диктатора Публија Манлија уследио је неочекивани развој, јер је диктатор изабрао Лицинија за свога команданта коњице, са чиме је Сенат био незадовољан. Лициније и Секстије су на трибутској скупштини тражили од народа да изгласа сва три закона да би они пристали да буду народни трибуни. Апије Клаудије Крас је успео својим говором да одгоди доношење закона Лицинија и Секстија. Секстије и Лициније су били изабрани за народне трибуне и десети пут, а као компензацију за њихова три закона народ је изгласао да се део децемвира за свете ствари бира међу плебејцима, тако да се бирало пет патриција и пет плебејаца. Те године Рим је ратовао са Галима, а Марко Фурије Камил је био биран за диктатора. Након тога током 367. п. н. е. због нереда коначно су усвојени закони Лицинија и Секстија. За првога плебејскога конзула изабран је Луције Секстије Латеран. Патрицији су одбили да прихвате будуће изборе, па је након нереда дошло до новога компромиса. По компромису патрицији су прихватили плебејскога конзула, а заузврат су добили урбанога претора, који је био задужен за судство у граду.

## Критички преглед
Према "Критичкој историји ранога Рима од преисторије до Првога пунскога рата" од Гарија Форсајта постоји много фабрикованих истина аналистичке традиције. Једна очита измишљотина је тврдња да су Лициније и Секстије десет година непрекидно били бирани за народне трибуне и да су ветом спречавали пет или шест пута избор курулних магистрата. Наиме поновни избор народних трибуна је уведен у доба Граха, тј. крајем 2. века п. н. е.